# Svarttjärnen (Sävars socken, Västerbotten, 712383-172474)
Svarttjärnen är en sjö i Umeå kommun i Västerbotten och ingår i Sävaråns huvudavrinningsområde.